# Ben Vereen
Pour les articles homonymes, voir Vereen.
 (juin 2016).
Si vous disposez d'ouvrages ou d'articles de référence ou si vous connaissez des sites web de qualité traitant du thème abordé ici, merci de compléter l'article en donnant les références utiles à sa vérifiabilité et en les liant à la section « Notes et références ».
Ben Vereen, né le 10 octobre 1946 à Miami, est un acteur, danseur et chanteur américain ayant souvent joué à Broadway.

## Biographie
Il est né le 10 octobre 1946 à Miami, aux États-Unis. Il est diplômé de la High School of Performing Arts. Outre sa carrière sur scène, Ben Vereen a également participé à des projets télévisuels et cinématographiques, dans la série et émissions de télévision américaines comme Grey's Anatomy, en 2007. Il est notamment connu pour son rôle dans la série Timide et sans complexe (Teenspeed and Brownshoe) en compagnie de Jeff Goldblum.

## Filmographie

### Cinéma
- 1969 : Sweet Charity de Bob Fosse : Dancer
- 1975 : Funny Lady d'Herbert Ross : Bert Robbins
- 1979 : Que le spectacle commence (All That Jazz) de Bob Fosse : O'Connor Flood
- 1985 : The Zoo Gang de Pen Densham et John Watson : James "Le Winch" Winchester
- 1988 : Bourse, bagne et business (Buy & Cell) de Robert Boris : Shaka
- 1998 : Why Do Fools Fall in Love de Gregory Nava : Richard Barrett
- 1999 : I'll Take You There d'Adrienne Shelly : M. Gwin
- 2014 : Top Five de Chris Rock : Carl
- 2014 : Time Out of Mind d'Oren Moverman : Dixon

### Télévision
- 1977 : Racines (Roots) : Chicken George
- 1980 : Timide et sans complexe (Tenspeed and Brown Shoe) (série télévisée) : E. L. (Early Leroy) « Tenspeed » Turner
- 1985 : A.D. : Anno Domini (mini-série) : L’Éthiopien
- 1987 : J.J. Starbuck (série télévisée) : E.L. (Early Leroy) « Tenspeed » Turner
- 1994 : Le Prince de Bel Air (série télévisée) : Lou Smith
- 2008 : Miss Yvonne (Accidental Friendship) (TV) : Wes
- 2008 : Grey's Anatomy (série télévisée) : Archie (saison 4, épisode 2)
- 2013 : NCIS : Enquêtes spéciales (série télévisée) : Lamar Addison (épisode 11, saison 11)
- 2010- 2014 : How I Met Your Mother (série télévisée) : Sam Gibbs (4 épisodes, saison 6 et 9)
- 2016 : The Rocky Horror Picture Show: Let's Do the Time Warp Again (TV) : Dr. Everett von Scott
- 2018 : Magnum P.I. 2018 - saison 1, épisode 6 (Death Is Only Temporary) :
- 2018 : Bull - saison 3, épisode 16 : Wilie Lambert